# 420 (大麻文化)
420，4:20或4/20，英语读作“four-twenty”，大麻文化中的俚语，用来指代吸食大麻或哈希什，特别是在下午4点20分左右吸食大麻烟的行为。同时，该词也指每年4月20日各地举办的大麻主题庆祝活动。

## 起源
1971年，美国加州圣拉菲尔市的五名高中生，按照一位大麻种植者制作的藏宝图，试图寻找被该种植者遗弃在附近某处的大麻植株。这五名学生自称Waldos，因为他们时常在学校外面的一堵墙（wall）附近闲逛。他们相约在下午4点20分，于圣拉菲尔高中校园内的路易·巴斯德雕像处聚会并寻找大麻。他们给自己的计划取名为「4:20路易」。在几次寻找大麻的尝试均告失败之后，他们将暗号改为 "4:20"。这个暗号最终演变成了Waldos用来指代吸食大麻的俚语。
《嗨时代》记者史蒂芬·哈格在杂志上出版了Waldos的故事。《嗨时代》于1991年5月刊中首次提及下午4点20分和4月20日吸食大麻的习俗，并在1998年12月刊中首次提及了Waldos和420一词的关系。哈格认为，420一词的早期传播应归功于感恩至死乐队的粉丝（Waldos的成员之一，戴夫·雷迪斯，曾因一次偶然的机会协助过感恩至死乐队的贝斯手，菲尔·莱什）。哈格还呼吁社会接纳人们每天下午4点20分吸食大麻的行为。

## 全球大麻抗议和活动日
4月20日已成为一个国际反文化节日。这一天，人们聚集在一起庆祝并吸食大麻。许多此类事件具有政治性质，主张大麻的自由化/合法化。西雅图大麻节的创始人维维安·麦克皮克说，4月20日是「半庆祝半行动」。一位大麻政党领导人，保罗·伯奇，将420称为全球性的政治运动，并称无人可以阻止此类事件。
在美国，大麻吸食者在4月20日的下午4点20分以公民不服從的形式抗议，他们在公共场合大量聚集并吸食大麻烟。
大麻活动家和加州港湾健康中心的创始人史蒂夫·迪安杰洛指出，「就算我们的斗争已经完成，420这个词也会一直流传下去，它从最开始大家为了正义的抗争，转变为一种庆祝活动，我们庆祝大麻越来越为这个世界所接受，庆祝我们的胜利，庆祝我们与大麻美好的联系」，他认为「420将永远值得庆祝」。